# Хакарілья
Хакарілья (ісп. Jacarilla) — муніципалітет в Іспанії, у складі автономної спільноти Валенсія, у провінції Аліканте. Населення — 2039 осіб (2022).
Муніципалітет розташований на відстані близько 360 км на південний схід від Мадрида, 46 км на південний захід від Аліканте.

## Демографія
Динаміка населення (INE ):

## Галерея зображень

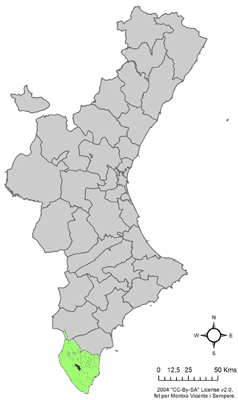
Розташування муніципалітету Хакарілья у автономній спільноті Валенсія
Розташування муніципалітету Хакарілья у комарці Вега-Баха-дель-Сегура